# يوستن (محطة مترو أنفاق لندن)
يوستون (بالإنجليزية: Euston)‏ هي إحدى محطات مترو أنفاق لندن. تقع على خط نورذيرن وفيكتوريا أفتتحت في المنطقة (Zone) رقم 1 أفتتحت في 20 يوليو 1837، 22 يونيو 1907.